# Cantillana
Cantillana – gmina w Hiszpanii, w prowincji Sewilla, w Andaluzji, o powierzchni 107,7 km². W 2011 roku gmina liczyła 10 921 mieszkańców.